# ニース駅
ニース駅（フランス語: Gare du Nice）はフランスの南東部の都市ニースにある、フランス国鉄（SNCF）の鉄道駅。正式な駅名はニース・ヴィル駅（フランス語: Gare de Nice-Ville、ニース市駅）と言う（乗車券や指定券の駅名表示も、NICE VILLEである）。

## 概要
1867年開業。当初は郊外に作られたが、現在では都市が拡張したため、中心部と繋がっている。マルセイユより高速新線（LGVプロヴァンス＝アルプ＝コート・ダジュール線）の建設が計画されている。

### 路線・列車
ニース・ヴィル駅は東西に走るマルセイユ・ヴェンティミーリア線と北東方向へ向かうニース・ブレイユ＝シュル＝ロワイヤ線（タンド線支線）の分岐駅である。
パリ・リヨン駅とはTGVや夜行列車コライユ・ルネア（旧青列車）で結ばれている。リール、ストラスブールなどフランス各地へも直通するTGVがあり、またボルドーとの間には在来線の優等列車コライユ・テオズが運行されている。このほかミラノおよびモスクワ行の国際夜行列車やフランス各地への夜行列車（一部不定期）がある。
プロヴァンス＝アルプ＝コート・ダジュール地域圏内の各地とはTERの列車により結ばれている。

## 駅構造

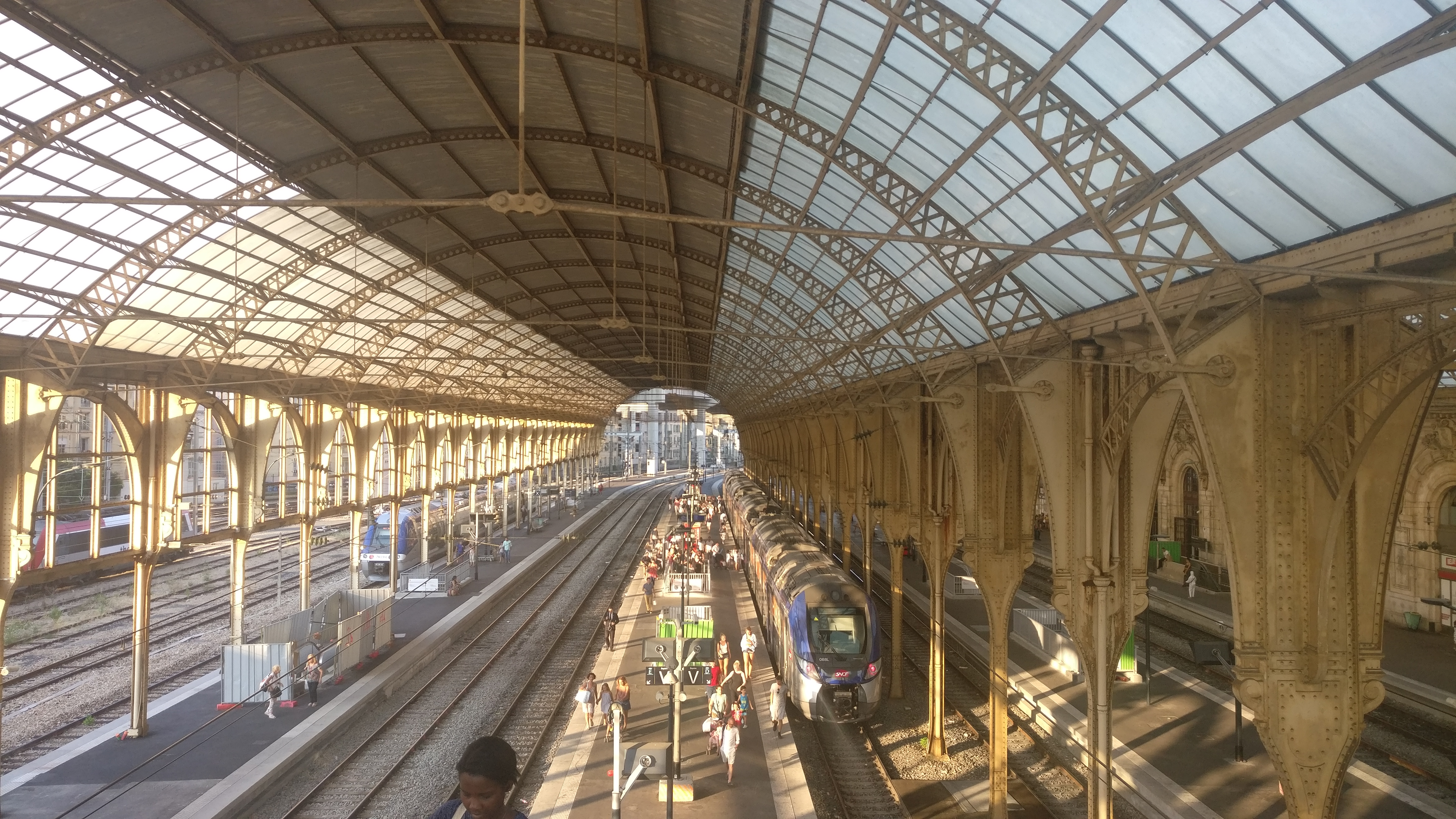
プラットホーム全景（2018年撮影）

駅構造は通過型の構造となっており、4面7線のプラットフォームを覆うトレインシェッドが架けられている。駅の北半分は車両基地で真上を高架道路が通っている。

## 駅周辺
ニーストラム（LRT）の停留所は200mほど離れている。また、プロヴァンス鉄道は当駅ではなく、400mほど北にあるプロヴァンス鉄道駅（旧ニース南駅）から発着する（当駅から徒歩10分ほどかかる）。
- O'Tacos（フランス語版）ニース・ヴィル店
- ホテル・ニース・エクセルシオール
- ニース・ホテル・コートダジュール

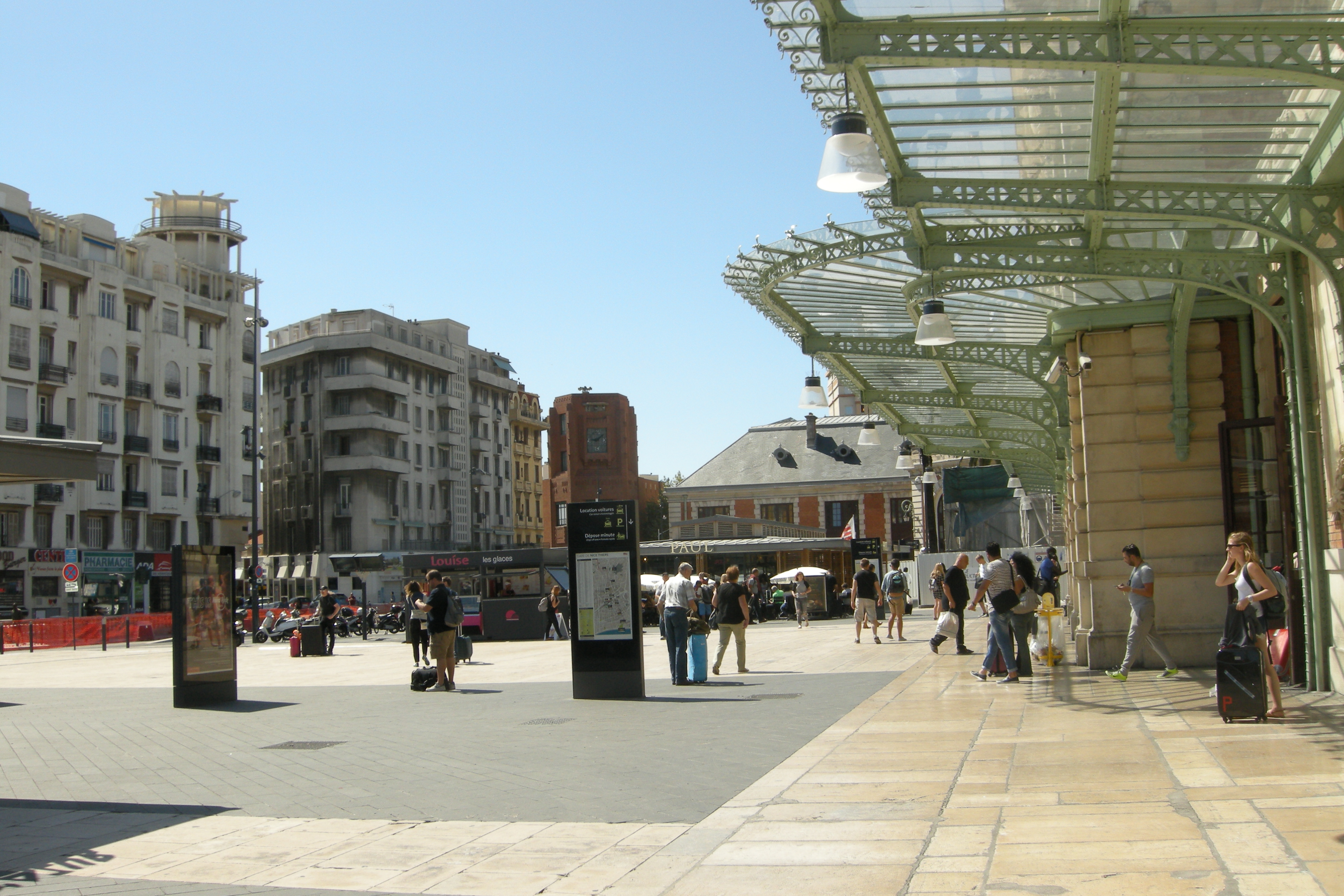
駅前広場の様子（2015年撮影）

- ポール・アンプロワ（フランス語版）（フランス版ハローワーク） ニースセンター
- ニース・ノートルダム寺院（フランス語版、英語版）

## 隣の駅
フランス国鉄
TGV inOui
アンティーブ駅 - ニース駅 - モナコ・モンテカルロ駅
Ouigo、アンテルシテ・ド・ニュイ
アンティーブ駅 - ニース駅
リヴィエラ・エクスプレス
ニース駅 - モナコ・モンテカルロ駅
TERプロヴァンス＝アルプ＝コート・ダジュール
アンティーブ駅/ニース＝サン・トーギュスタン駅 - ニース駅 - ニース＝リキエ/ニース＝ポン＝ミチェル駅